# Брагг-СІті (Міссурі)
Брагг-СІті (англ. Bragg City) — місто (англ. city) в США, в окрузі Пеміскот штату Міссурі. Населення — 72 особи (2020).

## Географія
Брагг-СІті розташований за координатами 36°16′5″ пн. ш. 89°54′41″ зх. д. / 36.26806° пн. ш. 89.91139° зх. д. (36.268134, -89.911302).  За даними Бюро перепису населення США в 2010 році місто мало площу 0,53 км², уся площа — суходіл.

## Демографія
Згідно з переписом 2010 року, у місті мешкало 149 осіб у 53 домогосподарствах у складі 32 родин. Густота населення становила 282 особи/км².  Було 61 помешкання (115/км²).
Расовий склад населення:
| - 87,9 % — білих - 4,0 % — чорних або афроамериканців - 3,4 % — азіатів - 2,0 % — корінних американців |

До двох чи більше рас належало 2,7 %. Частка іспаномовних становила 0,7 % від усіх жителів.
За віковим діапазоном населення розподілялося таким чином: 32,2 % — особи молодші 18 років, 55,7 % — особи у віці 18—64 років, 12,1 % — особи у віці 65 років та старші. Медіана віку мешканця становила 35,8 року. На 100 осіб жіночої статі у місті припадало 104,1 чоловіків;  на 100 жінок у віці від 18 років та старших — 90,6 чоловіків також старших 18 років.
Середній дохід на одне домашнє господарство  становив 40 351 долар США (медіана — 38 750), а середній дохід на одну сім'ю — 46 641 долар (медіана — 40 750). За межею бідності перебувало 11,8 % осіб, у тому числі 17,1 % дітей у віці до 18 років та 15,8 % осіб у віці 65 років та старших.
Цивільне працевлаштоване населення становило 41 осіб. Основні галузі зайнятості: виробництво — 39,0 %, сільське господарство, лісництво, риболовля — 17,1 %, освіта, охорона здоров'я та соціальна допомога — 14,6 %.